# Древнегреческая драхма

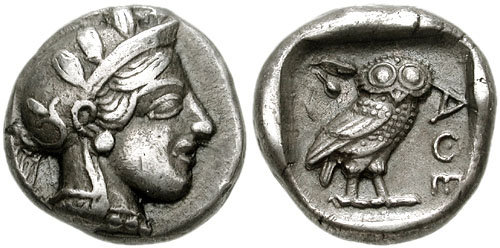
Драхма серебряная, отчеканенная в Афинах. Около 449-420 гг. до н. э.

Дра́хма (др.-греч. δραχμή — схваченное рукой; другая версия: от ассирийского «дараг-мана» — шестидесятая часть мины) — древнегреческая денежная единица, а также единица измерения массы, первоначально состоявшая из слитка серебра весом в 1/60 мины. До 2002 года денежной единицей современной Греции являлась греческая драхма.
Греки использовали для расчётов гранёные металлические палочки, шесть штук которых составляли драхму — по одной из версий, именно столько обычно помещалось в руке, отчего и пошло название «горсть».

## Дробные и кратные единицы

Коринфская тридрахма. IV век до н. э.
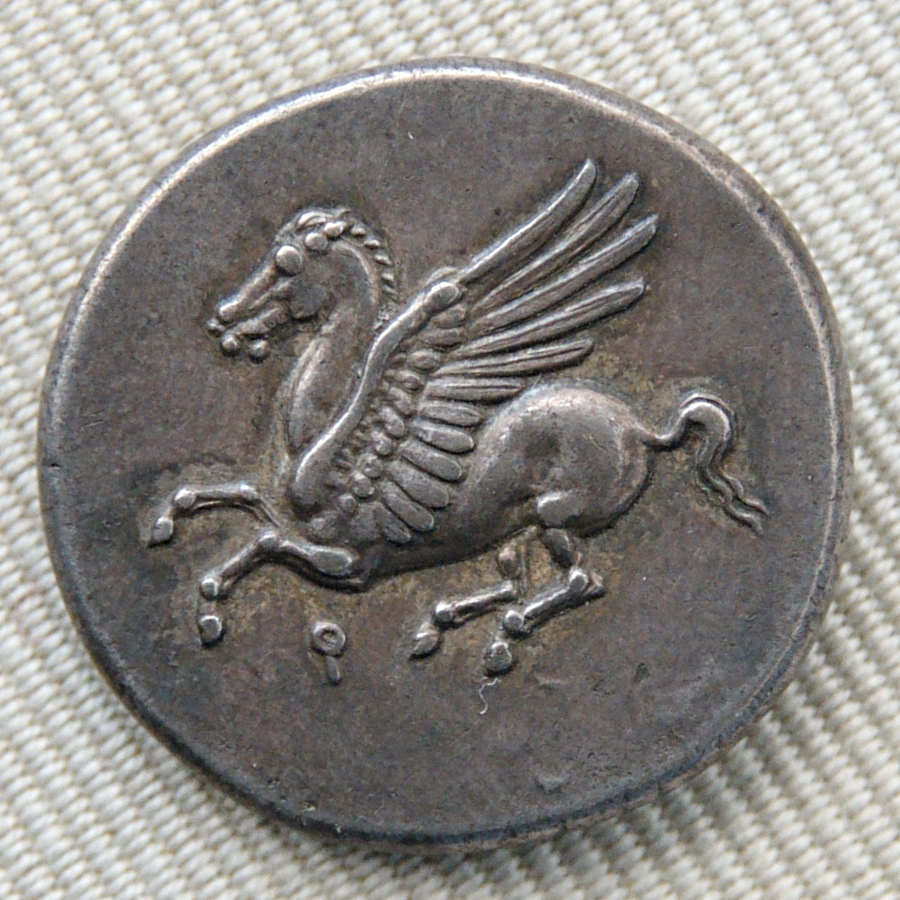
Аверс
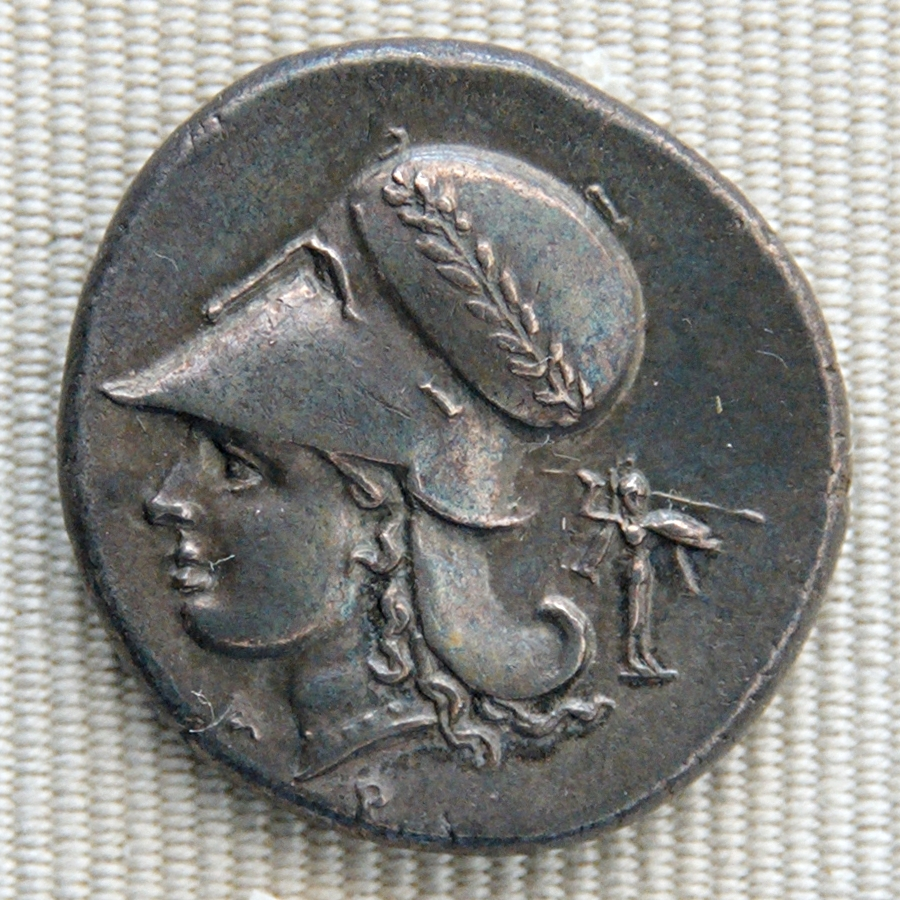
Реверс

- Пентеконтадрахма (πεντηκοντάδραχμον) — золотая или серебряная монета, равная 50 драхмам.
- Додекадрахма (δωδεκάδραχμον) — золотая или серебряная монета, равная 12 драхмам, 60 литрам или 72 оболам.
- Декадрахма (δεκάδραχμον) — золотая или серебряная монета, равная 10 драхмам, 50 литрам , 60 оболам или 600 унциям.
- Октадрахма (ὀκτά-δραχμον) — золотая или серебряная монета, равная 8 драхмам, 40 литрам или 48 оболам.
- Пентадрахма (πεντάδραχμον) — серебряная монета, равная 5 драхмам, 25 литрам или 30 оболам.
- Тетрадрахма (τετράδραχμον) — серебряная монета, равная 4 драхмам, 20 литрам или 24 оболам.
- Тридрахма (τρίδραχμον) — серебряная монета, равная 3 драхмам, 15 литрам или 18 оболам.
- Дидрахма (δίδραχμον) — серебряная монета, равная 2 драхмам, 10 литрам или 12 оболам.
- Тригемидрахма (τριημιδραχμον) — серебряная монета, равная 1,5 драхмам.
- Драхма — серебряная монета, составлявшая 1/100 мины, 1/2 или 1/3 статера. Равнялась 5 литрам или 6 оболам.
- Пентобол (πεντώβολον) — серебряная монета, составлявшая 5/6 драхмы, равная 5 оболам.
- Тетраобол (τετρώβολον) — серебряная монета, составлявшая 2/3 драхмы, равная 4 оболам.
- Триобол (τριώβολον), гемидрахма (ημίδραχμον) — серебряная монета, составлявшая 1/2 драхмы, равная 3 оболам или 2,5 литрам.
- Диобол (διώβολον) — серебряная монета, составлявшая 1/3 драхмы, равная 2 оболам.
- Тригемиобол (τριημιωβόλιον) — серебряная монета, составлявшая 1/4 драхмы, равная 1,5 оболам.
- Обол (ὀβολός) — серебряная монета, составлявшая 1/6 драхмы, равная 5/6 литры или 10 унциям.

Как и другие древние монеты, драхма, её дробные и кратные, часто не имели обозначенного номинала, различаясь только по весу и оформлению.
| Деноминации серебряной драхмы | Деноминации серебряной драхмы | Деноминации серебряной драхмы | Деноминации серебряной драхмы |
| Изображение                   | Деноминация                   | Стоимость                     | Вес                           |
| ----------------------------- | ----------------------------- | ----------------------------- | ----------------------------- |
|                               | Декадрахма                    | 10 драхм                      | 43 грамма                     |
|                               | Тетрадрахма                   | 4 драхмы                      | 17,2 грамма                   |
|                               | Дидрахма                      | 2 драхмы                      | 8,6 грамма                    |
|                               | Драхма                        | 6 оболов                      | 4,3 грамма                    |
|                               | Тетробол                      | 4 обола                       | 2,85 грамма                   |
|                               | Триобол (гемидрахма)          | 3 обола                       | 2,15 грамма                   |
|                               | Диобол                        | 2 обола                       | 1,43 грамма                   |
|                               | Обол                          | 4 тетартемориона              | 0,72 грамма                   |
|                               | Тритартеморион                | 3 тетартемориона              | 0,54 грамма                   |
|                               | Гемиобол                      | 2 тетартемориона              | 0,36 грамма                   |
|                               | Тригемиартеморион             | 3/2 тетартемориона            | 0,27 грамма                   |
|                               | Тетартеморион                 |                               | 0,18 грамма                   |
|                               | Гемитартеморион               | ½ тетартемориона              | 0,09 грамма                   |

## Монетные стопы
Многие развитые полисы Древней Греции в разное время чеканили свою монету, исходя из собственных счётно-денежных систем. Обычно выделяются семь самых распространённых разновидностей драхм по историческим областям.
Разновидности монетной стопы:
- эгинетическая — 6 г, с VII века до н. э. в Эгине, Фессалии, Эвбее, Беотии, Крите и Сицилии;
- малоазийская — около 3,6 г, со времён Крёза (VI век до н. э.) в Лидии, в ионических городах, Финикии, затем в эллинистическом Египте и Карфагене;
- персидская, или сикл — 5,5 г, в Персии при династии Ахеменидов;
- олимпийская — 4,88 г, в Македонии до времён Филиппа II.

Разновидности серебряных драхм:
- Аттическая — 4,32 г (дидрахма — 8,64 г, тетрадрахма — 17,28 г).
- Ахейская — 3,66 г (статер в три драхмы — 11 г).
- Птолемеев (Египет) — 3,57 г (тетрадрахма — 14,3 г).
- Кампанская — 3,75 г (статер — 7,5 г).
- Керкирская — 5,8 г (статер — 11,6 г).
- Коринфская — 2,89 г (статер в три драхмы — 8,67 г).
- Лидийская — 5,46 г (золотая тригемидрахма в 20 драхм — 8,19 г).
- Ликийская — 4,3 г (статер — 8,6 г).
- Родосская, хиосская — 3,9 г (тетрадрахма — 15,6 г).
- Эвбейская — 8,6 г (статер — 17,2 г); чеканилась из эвбейской мины (436,6 г серебра), то есть 10 эвбейских драхм равнялись 2 вавилонским царским шекелям (имклу) или 3 финикийским царским шекелям (шиглу).
- Эгинская — 6,24 г (статер — 12,47 г).

Помимо перечисленных, известны абдерская, милетская, и другие драхмы.

## Символ драхмы
У каждого из значений слова «драхма» есть свой собственный символ (все они включены в стандарт Unicode):
- как единицы денежного счёта Древней Греции — 𐅂 ();
- как весовой единицы Древней Греции — 𐅻 (<·);
- как весовой единицы в алхимии и фармацевтике — ʒ;
- как национальной валюты Греции 1832—2002 годов — ₯.